# Повесть о чекисте
«Повесть о чекисте» — советский фильм Бориса Дурова и Степана Пучиняна, снятый на основе одноимённой документальной повести Виктора Михайлова. Через три года вышло продолжение фильма — «Схватка».

## Сюжет
Прототип героя повести — сотрудник НКВД Николай Гефт.
В конце 1943 года на судоремонтном заводе в оккупированной Одессе начинает работать работавший там до войны инженер Крафт. Вскоре он становится главным инженером.
На самом деле под видом немецкого инженера, проявляющего служебное рвение, скрывается советский разведчик.
Следующий фильм дилогии — «Схватка» (1972, режиссёр Степан Пучинян).

## В ролях
- Лаймонас Норейка — Николай Крафт / Золотников
- Константин Сорокин — Андрей Слонов
- Владимир Олексеенко — мастер Алексей Степанович
- Елена Добронравова — Нина Савина
- Михаил Козаков — Белов
- Гурген Тонунц — Илиеску, офицер сигуранцы
- Евгений Тетерин — главный инженер судоремонтного завода
- Владимир Емельянов — Казанский, офицер абвера
- Борис Руднев — Сахонин
- Лембит Ульфсак — Владимир Мюллер
- Олев Эскола — комендант Тагнер
- Хейно Мандри — Юндт
- Павел Винник — сосед
- Елена Санько — фрау Беккер
- Галина Булкина — связная
- Даниил Ильченко — профессор Щербаков
- Лаврентий Масоха — вербовщик
- Юрий Величко — эпизод

## Съёмочная группа
- Режиссёры-постановщики: Борис Дуров, Степан Пучинян
- Сценарист: Рустам Мамед Ибрагимбеков
- Оператор-постановщик: Альберт Осипов
- Композитор: Михаил Марутаев